# Festivalul Mondial de Film de la Montreal

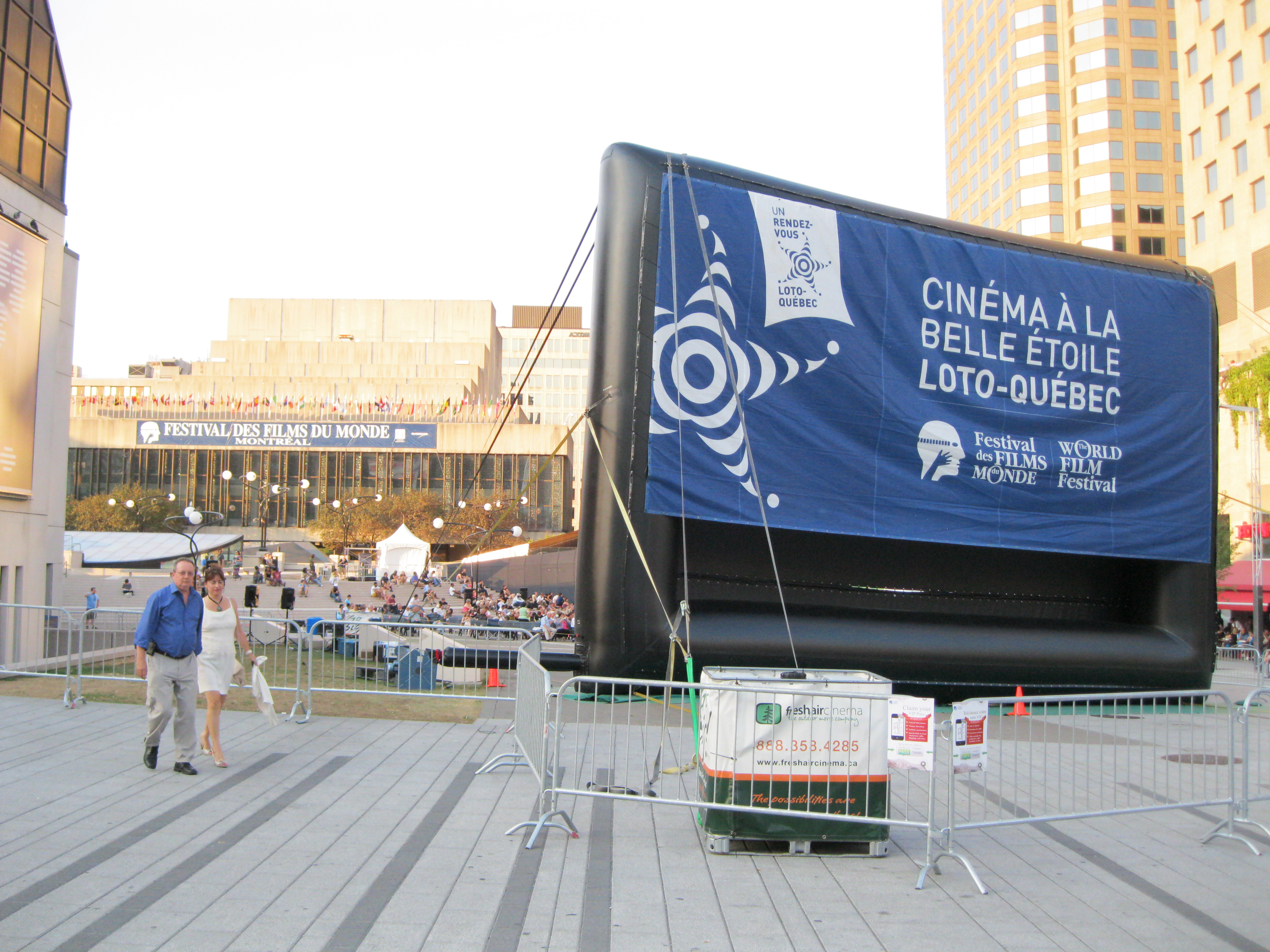
Ecran de proiecție în Place des Arts.

Festivalul Mondial de Film de la Montreal (engleză, Montreal World Film Festival (MWFF), franceză, Festival des films du monde de Montréal); alt nume oficial alternativ Montreal International Film Festival, nu prea utilizat), fondat în 1977, este unul cele mai vechi festivaluri de film  ale Canadei și singurul festival competitiv acreditat de FIAPF (în timp ce Festivalul Internațional de Film Toronto este singurul festival necompetitiv acreditat al Americii de Nord.
Festivalul cu public se desfășoară anual, la sfârșitul lunii august în orașul Montreal din Quebec. Spre deosebire de Toronto International Film Festival, care este concentrat pe producții de film canadiene și ale altor cinematografii din America de Nord, Festivalul de film mondial de la Montreal este deschis unei largi diversități de filme din întreaga lume.